# Cerdanya

Comarca La Cerdanya

Cerdanya (în spaniolă Cerdaña, în franceză Cerdagne) este o comarcă din provincia Girona, în regiunea Catalonia, (Spania).
1. ↑   http://www.idescat.cat/pub/?id=aec&n=203 Lipsește sau este vid: |title= (ajutor)